# Botanophila ascoidica
Botanophila ascoidica är en tvåvingeart som först beskrevs av Johann Andreas Schnabl 1911.  Botanophila ascoidica ingår i släktet Botanophila och familjen blomsterflugor. Inga underarter finns listade i Catalogue of Life.